# Натјечај за црну причу
„Натјечај за црну причу” је југословенски криминалистички ТВ филм из 1960. године. Режирао га је Даниел Марушић а сценарио је написао Анте Кесић.

## Улоге
| Глумац              | Улога |
| ------------------- | ----- |
| Јурица Дијаковић    |       |
| Санда Фидершег      |       |
| Шпиро Губерина      |       |
| Владимир Крстуловић |       |
| Андро Лушичић       |       |
| Јосип Мароти        |       |
| Вера Мишита         |       |
| Антун Налис         |       |
| Владо Стефанчић     |       |
| Мирко Војковић      |       |